# Shuangcun (köpinghuvudort i Kina, Jiangxi Sheng, lat 27,39, long 115,22)
Shuangcun är en köpinghuvudort i Kina. Den ligger i provinsen Jiangxi, i den sydöstra delen av landet, omkring 160 kilometer sydväst om provinshuvudstaden Nanchang. Antalet invånare är 10 739. Befolkningen består av 4 944 kvinnor och 5 795 män. Barn under 15 år utgör 20,0 %, vuxna 15-64 år 71 %, och äldre över 65 år 7,0 %.
Runt Shuangcun är det ganska tätbefolkat, med 155 invånare per kvadratkilometer. Närmaste större samhälle är Badu, 7,7 km nordost om Shuangcun. I omgivningarna runt Shuangcun växer i huvudsak blandskog.
Genomsnittlig årsnederbörd är 2 089 millimeter. Den regnigaste månaden är juni, med i genomsnitt 356 mm nederbörd, och den torraste är oktober, med 23 mm nederbörd.